# Mount Pleasant (Ohio)
Mount Pleasant è un villaggio degli Stati Uniti d'America, situato nello stato dell'Ohio, nella contea di Jefferson.